# Port lotniczy Adżdabija
Port lotniczy Adżdabija (ICAO: HLAG) – regionalny port lotniczy położony w mieście Adżdabija, w Libii.